# Marifat

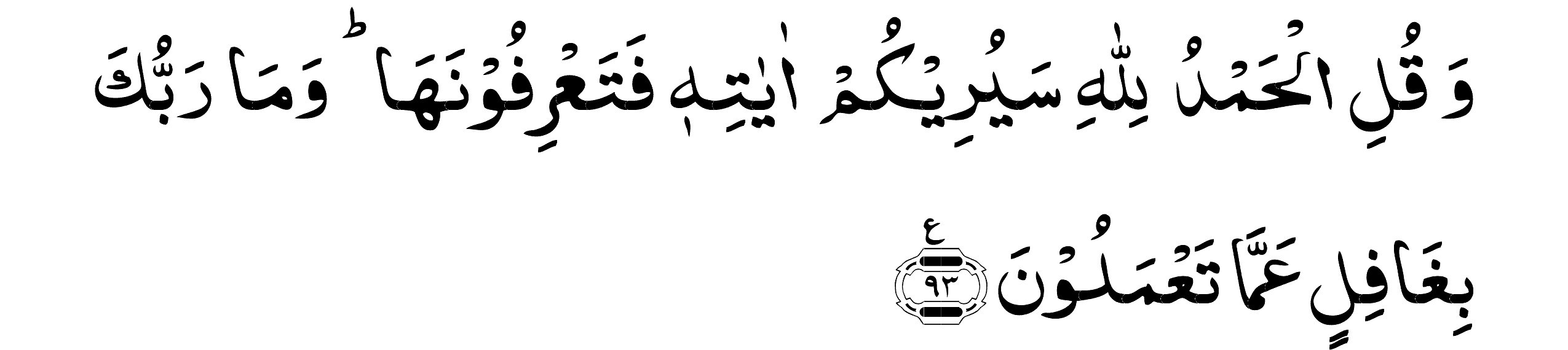
Ce texte en arabe est un extrait du Coran, Sourate An-Naml (La Fourmi), verset 93 :
"وَقُلِ ٱلۡحَمۡدُ لِلَّهِ سَيُرِيكُمۡ ءَايَٰتِهِۦ فَتَعۡرِفُونَهَاۚ وَمَا رَبُّكَ بِغَٰفِلٍ عَمَّا تَعۡمَلُونَ"
Traduction approximative en français : "Et dis : Louange à Allah. Il vous fera voir Ses signes et vous les reconnaîtrez. Et ton Seigneur n’est pas inattentif à ce que vous faites."
Ce verset met en évidence la louange à Dieu et l'assurance qu'Il montrera Ses signes à l'humanité, tout en rappelant que Dieu est pleinement conscient de toutes les actions.

Le marifat (ou Ma 'rifa) (en arabe : "connaissance intérieure") est la connaissance mystique de Dieu ou des "réalités supérieures" qui constitue l'objectif ultime des adeptes du soufisme. Les mystiques soufis accédaient à la maʿrifa en suivant un chemin spirituel que les penseurs soufis ultérieurs ont catégorisé en une série de "stations" suivies d'une autre série d'étapes, les "états", à travers lesquelles le soufi parvenait à l'union avec Dieu. L'acquisition de la maʿrifa n'était pas le résultat d'un apprentissage, mais une forme de connaissance intuitive par laquelle le mystique recevait l'illumination grâce à la grâce de Dieu. Les expressions les plus abouties de la maʿrifa se trouvent dans la poésie des soufis Djalâl ad-Dîn Rûmî (1207-1273) et Ibn al-Arabi (1165-1240).

## Les étapes de la réalisation de la Maʿrifa
Dans la tradition soufie, le cheminement vers la maʿrifa est décrit comme un voyage spirituel jalonné de stations (maqāmāt) et d'états (aḥwāl). Ces étapes symbolisent les progrès intérieurs du disciple (murīd) sous la direction d'un maître spirituel (shaykh) et incluent notamment :
1. Le repentir (Tawba) : Premier pas sur le chemin spirituel, il marque le renoncement aux péchés et un engagement sincère envers Dieu.
2. La patience (Sabr) : Une vertu essentielle pour affronter les épreuves de la vie et progresser dans la quête spirituelle.
3. La gratitude (Shukr) : La reconnaissance des bienfaits divins qui renforcent la proximité avec Dieu.
4. L'amour (Mahabba) : Une étape clé où le cœur s’illumine de l’amour divin et aspire à l'union avec Dieu.
5. La certitude (Yaqīn) : L'aboutissement de la foi où le croyant perçoit clairement les réalités divines[3].

Ces stations sont suivies par des états, souvent considérés comme des grâces divines temporaires, qui plongent le mystique dans des expériences intenses de proximité divine. Parmi eux figurent l'extase (wajd), l'annihilation du soi (fanāʾ), et la subsistance en Dieu (baqāʾ).

## Marifat dans le soufisme
Le marifat est aussi l'une des « quatre étapes » du soufisme :
1. la charia (voie exotérique),
2. tariqat (voie ésotérique),
3. haqiqat (vérité mystique) et
4. marifat (connaissance mystique, mysticisme).